# Lijst van Turkse dorpen
De lijst van Turkse dorpen is opgedeeld naar district:
- Lijst van dorpen in Adana
- Lijst van dorpen in Adiyaman
- Lijst van dorpen in Afyonkarahisar
- Lijst van dorpen in Ağrı
- Lijst van dorpen in Aksaray
- Lijst van dorpen in Amasya
- Lijst van dorpen in Ankara
- Lijst van dorpen in Antalya
- Lijst van dorpen in Ardahan
- Lijst van dorpen in Artvin
- Lijst van dorpen in Aydin
- Lijst van dorpen in Balıkesir
- Lijst van dorpen in Bartın
- Lijst van dorpen in Batman
- Lijst van dorpen in Bayburt
- Lijst van dorpen in Bilecik
- Lijst van dorpen in Bingöl
- Lijst van dorpen in Bitlis
- Lijst van dorpen in Bolu
- Lijst van dorpen in Burdur
- Lijst van dorpen in Bursa
- Lijst van dorpen in Çanakkale
- Lijst van dorpen in Çankırı
- Lijst van dorpen in Çorum
- Lijst van dorpen in Denizli
- Lijst van dorpen in Diyarbakır
- Lijst van dorpen in Düzce
- Lijst van dorpen in Edirne
- Lijst van dorpen in Elazığ
- Lijst van dorpen in Erzincan
- Lijst van dorpen in Erzurum
- Lijst van dorpen in Eskişehir
- Lijst van dorpen in Gaziantep
- Lijst van dorpen in Giresun
- Lijst van dorpen in Gümüşhane
- Lijst van dorpen in Hakkari
- Lijst van dorpen in Hatay
- Lijst van dorpen in Iğdır
- Lijst van dorpen in Isparta
- Lijst van dorpen in İstanbul
- Lijst van dorpen in İzmir
- Lijst van dorpen in Kahramanmaraş
- Lijst van dorpen in Karabük
- Lijst van dorpen in Karaman
- Lijst van dorpen in Kars
- Lijst van dorpen in Kastamonu
- Lijst van dorpen in Kayseri
- Lijst van dorpen in Kilis
- Lijst van dorpen in Kırıkkale
- Lijst van dorpen in Kırklareli
- Lijst van dorpen in Kırşehir
- Lijst van dorpen in Kocaeli
- Lijst van dorpen in Konya
- Lijst van dorpen in Kütahya
- Lijst van dorpen in Malatya
- Lijst van dorpen in Manisa
- Lijst van dorpen in Mardin
- Lijst van dorpen in Mersin
- Lijst van dorpen in Muğla
- Lijst van dorpen in Muş
- Lijst van dorpen in Nevşehir
- Lijst van dorpen in Niğde
- Lijst van dorpen in Ordu
- Lijst van dorpen in Osmaniye
- Lijst van dorpen in Rize
- Lijst van dorpen in Sakarya
- Lijst van dorpen in Samsun
- Lijst van dorpen in Şanlıurfa
- Lijst van dorpen in Siirt
- Lijst van dorpen in Sinop
- Lijst van dorpen in Şirnak
- Lijst van dorpen in Sivas
- Lijst van dorpen in Tekirdağ
- Lijst van dorpen in Tokat
- Lijst van dorpen in Trabzon
- Lijst van dorpen in Tunceli
- Lijst van dorpen in Uşak
- Lijst van dorpen in Van
- Lijst van dorpen in Yalova
- Lijst van dorpen in Yozgat
- Lijst van dorpen in Zonguldak